# Przegląd Światowy
Przegląd Światowy (chiń. trad. 萬國公報, chiń. upr. 万国公报, pinyin Wàn Guó Gōng Bào) – chińska gazeta o charakterze informacyjnym wydawana przez misjonarzy chrześcijańskich w Szanghaju. Zajmowała się głównie aktualnymi problemami polityki międzynarodowej. Była jednym z pierwszych pism tego typu w kraju.
W latach 1875–1883 ukazywała się co tydzień, a w okresie 1889–1907 co miesiąc.